# Mary Jo Kopechne
Mary Jo Kopechne (Wilkes-Barre, 26 luglio 1940 – Chappaquiddick, 18 o 19 luglio 1969) è stata una segretaria statunitense.
Lavorò per la campagna presidenziale del 1968 di Robert Kennedy in una squadra denominata Boiler-Room Girls e morì nell'incidente di Chappaquiddick mentre fruiva di un passaggio in auto datole dal senatore Ted Kennedy, fratello minore di Robert.

## Biografia
Kopechne nacque a Wilkes-Barre, in Pennsylvania, sebbene le venga talvolta attribuita la nascita nei pressi di Forty Fort, sempre in Pennsylvania. Era la figlia unica di Joseph Kopechne, un venditore di assicurazioni, e di Gwen Jennings, casalinga. Era di origini polaccoamericane. Due dei suoi nonni erano minatori di carbone della Contea di Luzerne (Pennsylvania) e la storia della sua famiglia risaliva a 250 anni prima, nella zona della Wyoming Valley, nel nord-est della Pennsylvania.
Quando Kopechne era bambina, la famiglia si trasferì a Berkeley Heights, nel New Jersey. Crescendo, frequentò le scuole parrocchiali. Conseguì il diploma in Amministrazione aziendale presso il Collegio femminile Caldwell (oggi Università Caldwell, nell'omonima città del New Jersey) nel 1962.
Kopechne fu ispirata dall'esortazione inaugurale di John F. Kennedy:
(dal discorso inaugurale della Presidenza Kennedy)
Dopo il diploma la Kopechne si trasferì per un anno a Montgomery, capoluogo dell'omonima contea in Alabama, presso la Missione di San Giuda, svolgendo un'attività che era parte del Movimento per i diritti civili degli afroamericani. Insegnò anche alla Montgomery Catholic High School. Nella high school insegnò dattilografia e stenografia e fu anche consulente del giornale della scuola.
Un ex studente la ricordò come "una piccola vivace fragola bionda. Aveva fiducia ed entusiasmo per la vita che erano affascinanti. … Era umile e cortese e rimaneva ferma nelle sue convinzioni. …Tenace ma allegra in classe, creava rapide sfide, si attendeva precisione e compensava generosamente."
Nel 1963, Kopechne si ristabilì a Washington, per lavorare come segretaria per il senatore della Florida George Smathers. Si unì allo staff delle segretarie del senatore Robert F. Kennedy nello stato di New York per seguire le elezioni del novembre 1964. In quell'ufficio lavorò come segretaria per coloro che scrivevano i discorsi del senatore e come segretaria di uno dei suoi consulenti legali. Kopechne era una lavoratrice leale. Una volta, nel marzo 1967, rimase alzata tutta la notte nella casa di Kennedy a Hickory Hill per dattilografare un importante discorso contro la guerra del Vietnam, mentre il senatore e i suoi collaboratori come Ted Sorensen gli apportavano i cambiamenti degli ultimi minuti. Era anche un'entusiasta partecipante alla squadra di softball giocando come ricevitore.
Durante le Elezioni presidenziali negli Stati Uniti d'America del 1968, Kopechne collaborò alla stesura dei discorsi di marzo di Kennedy, che annunciavano la sua candidatura. Durante la sua campagna elettorale, lavorò come una delle Boiler-Room Girls. Il loro lavoro fu vitale nel tracciare e compilare i dati e le informazioni di intelligence su come i delegati democratici dei vari stati intendevano votare; tra le responsabilità di Kopechne vi era anche la Pennsylvania. Kopechne e gli altri componenti dello staff erano politicamente riconoscibili, e furono scelti per la loro capacità di lavorare intelligentemente per lunghe, frenetiche ore su materie delicate. Essi parlavano giornalmente con i capi della campagna elettorale e aiutavano anche a distribuire ai giornali più importanti le decisioni politiche. È stata descritta come una che venerava il senatore come un eroe.
Kopechne fu emozionalmente molto turbata dall'assassinio di Robert F. Kennedy nel giugno 1968.
Dopo aver lavorato brevemente per la campagna di Kennedy a favore di George McGovern, decise che non poteva tornare a lavorare a Capitol Hill, affermando:
()
Ma il padre disse di lei: "La politica era la sua vita", e nel settembre 1968 andò a lavorare per la Matt Reese Associates, a Washington, D.C., azienda che collaborava a instaurare i quartier generali e gli uffici sul campo per i politici ed era una delle prime società di consulenza politica.
Nelle elezioni degli Stati Uniti dell'autunno 1968 per il Senato, Kopechne lavorò per la campagna elettorale di rielezione del senatore Joseph S. Clark Jr. in Pennsylvania ed ebbe il compito di reclutare volontari nel Colorado per l'ex Governatore Stephen McNichols, che aveva come rivale Peter H. Dominick. McNichols perse le elezioni e Kopechne tornò a Washington. Per la metà del 1969 Kopechne aveva completato il lavoro per la campagna elettorale locale di Thomas J. Whelan a Jersey City, nel New Jersey. Era lanciata verso una carriera professionale di successo; uno dei politici di professione che lavorò con lei a Jersey City la definì come "una eccezionale gran lavoratrice professionalmente capace che conosceva le sue capacità".
Kopechne viveva con tre altre donne nei dintorni di Georgetown. Era una tifosa dei Boston Red Sox e del giocatore di baseball polacco-americano Carl Yastrzemski. Era una cattolica devota con un serio contegno, un atteggiamento da scuola di convento e beveva molto raramente.

### Morte
Il 18 luglio 1969, Kopechne stava partecipando a un ricevimento sull'isola di Chappaquiddick, al largo della costa di Martha's Vineyard, nel Massachusetts. La festa era in onore delle Boiler Room Girls ed era la quarta organizzata dai collaboratori alla campagna elettorale di Robert F. Kennedy. Era là anche il fratello di Robert, Ted Kennedy e la Kopechne lo conosceva appena. La Kopechne lasciò il party insieme a Kennedy alle 23:15, secondo il racconto di quest'ultimo, che le aveva dato un passaggio fino all'imbarco del ferry-boat, l'ultimo della giornata per Edgartown, ove lei risiedeva. Lei non aveva avvisato i suoi amici del party che se ne stava andando e si era anche dimenticata di prendere con sé il suo portafoglio e le chiavi. Kennedy guidò la sua Oldsmobile Delmont 88 su uno stretto ponte privo di guardrail, che non era sulla strada per Edgartown. Il veicolo si ribaltò e cadde capovolto sullo stagno sottostante, il Poucha Pond. Kennedy si districò e uscì dal veicolo ma evitò d'informare le autorità fino al giorno successivo.
Il medico legale Donald Mills sottoscrisse il certificato di morte per causa di annegamento accidentale. Il 22 luglio ebbe luogo il funerale in forma privata della Kopechne nella chiesa cattolica di San Vincenzo a Plymouth, in Pennsylvania. Alla cerimonia funebre presero parte Kennedy, la moglie Joan, la cognata Ethel e centinaia di altre persone. Kopechne fu sepolta nel cimitero di St. Vincent a Larksville, nel cimitero della parrocchia dal lato dei Monti Larksville.
Il momento esatto e le cause della morte di Kopechne non sono stati accertati con sicurezza a causa delle discordanze fra le versioni dei testimoni nell'inchiesta del gennaio 1970 e della mancanza di un'autopsia. 
Kennedy sostenne che l'incidente si era verificato poco dopo che avevano lasciato il party alle 23:15 del 18 luglio. John Farrar, il comandante dei Vigili del Fuoco che recuperò la salma il 19 luglio, testimoniò che riteneva che Kopechne fosse rimasta viva ancora una mezz'ora respirando in una sacca di aria e che infine era morta soffocata nel veicolo sommerso. Una richiesta di riesumazione del corpo della defunta per eseguire un'autopsia fu respinta dal tribunale della Pennsylvania.
Kennedy mancò di riferire l'incidente alle autorità fino a che l'auto e il corpo della Kopechne furono scoperti il mattino successivo. I genitori della Kopechne dissero di aver appreso del decesso della figlia da Kennedy, prima che lui informasse le autorità del suo coinvolgimento. Essi appresero che Kennedy era il guidatore dalla stampa, qualche tempo dopo.

### Conseguenze
Una settimana dopo l'incidente, Kennedy si dichiarò colpevole per omissione di soccorso, dopo aver causato l'incidente. La sentenza contro di lui fu di due mesi con la sospensione della pena. Quella notte Kennedy dichiarò ad una trasmissione televisiva sul circuito nazionale, che lui non stava guidando "sotto l'influenza di alcolici" e non aveva mai avuto una "relazione personale" con la Kopechne. I funzionari del Massachusetts esercitarono pressioni per settimane allo scopo di ottenere il cadavere della Kopechne, che volevano fosse allo scopo riesumato, per eseguirvi un’autopsia, ma nel dicembre 1969 un giudice della Pennsylvania, su istanza dei genitori della vittima, rifiutò l'autorizzazione alla esumazione.
L'incidente di Chappaquiddick e la morte della Kopechne divennero il tema di almeno 15 libri, come il romanzo Acqua nera di Joyce Carol Oates. Anche fra altri biografi famosi, rimasero serie domande circa il decorso degli avvenimenti di quella notte riguardo a Kennedy, in modo particolare il suo comportamento dopo l'incidente. La qualità delle indagini è stata accuratamente esaminata, in particolare se ci fosse stato un particolare riguardo verso un potente e influente uomo politico e la sua famiglia. Gli eventi relativi al decesso della Kopechne danneggiarono la reputazione di Kennedy e sono considerati il motivo principale per cui lui non fu mai più in grado di intraprendere con successo una campagna per la Presidenza degli Stati Uniti.
Ciò non di meno, Kennedy superò questo e qualche altro minore scandalo personale ed ebbe una lunghissima carriera come Senatore con un lungo elenco di importanti risultati legislativi. Kennedy espresse rimorso per il ruolo avuto nella morte della Kopechne nelle sue memorie, pubblicate postume, True Compass. Ma la disparità di conseguenze rimase; il biografo di Kennedy, Peter Canellos ha scritto sulle conseguenze:
()
I genitori della Kopechne ricevettero dalla compagnia di assicurazione di Kennedy un risarcimento di 141 000 dollari.. Successivamente essi si trasferirono a Swiftwater, in Pennsylvania. Nel 25º anniversario della sua morte, nel 1994, essi dichiararono che Kennedy non si era mai scusato direttamente con loro per il ruolo da lui avuto nella morte della figlia, ma altri membri della famiglia Kennedy avevano scritto loro delle lettere. Morta la loro unica figlia, essi non ebbero mai la sensazione che giustizia in proposito fosse stata compiuta Il padre di Kopechne morì in una casa di riposo a East Stroudsburg (Pennsylvania) nel 2003. La madre morì nel 2007, anche lei in una casa di riposo, a Plains Township, Contea di Luzerne (Pennsylvania).

## Retaggio
Nel 2015 due cugini della Kopechne in Pennsylvania pubblicarono a loro spese il libro Our Mary Jo, che cercava di enfatizzare l'impatto della sua vita piuttosto che discutere di Kennedy o di Chappaquiddick. Esso comprende anche alcune delle lettere di condoglianze che ricevettero i genitori di Kopechne. Poiché Kopechne era stata una convinta credente nella formazione così come nella fede cattolica, i membri della famiglia istituirono un fondo per la formazione scolastica nel nome di Kopechne, presso la vicina Misericordia University.
Nel 2017 Kopechne fu interpretata dall'attrice Kate Mara nel film del regista John Curran, Lo scandalo Kennedy (Chappaquiddick). Mara diede un'interpretazione empatica di Kopechne, sebbene gran parte del film si svolga dopo la sua morte.
Una biografia completa, Before Chappaquiddick: The Untold Story of Mary Jo Kopechne (Prima di Chappaquiddick: la storia non detta di Mary Jo Kopechne), di William C. Kashatus, fu pubblicata da Potomac Books nel 2020. Kashatus ha detto di aver speso più di un decennio cercando l'opera, ispirato da Kopechne come un esempio di cultura della zona della Valle del Wyoming "dove la gente ha un forte senso dell'etica del lavoro, molto fortemente cattolica a quel tempo, ed essi allevavano i loro figli nel rispetto reciproco, nel rispetto degli altri e nel lavorare sodo. Ed effettivamente lei rappresenta tutto ciò per me".